# 侯金賢
侯金賢，链球运动员，2002年於釜山亞運投出69.68米（另一说1997年10月于新北市上海体育场的全國運動會），成為台灣男子鏈球紀錄保持者。現任教於國立嘉義高級中學擔任體育老師。

## 链球成绩
- ？，67.47公尺[3]
- 2009年，58.05公尺[3]